# ドイツ電子シンクロトロン

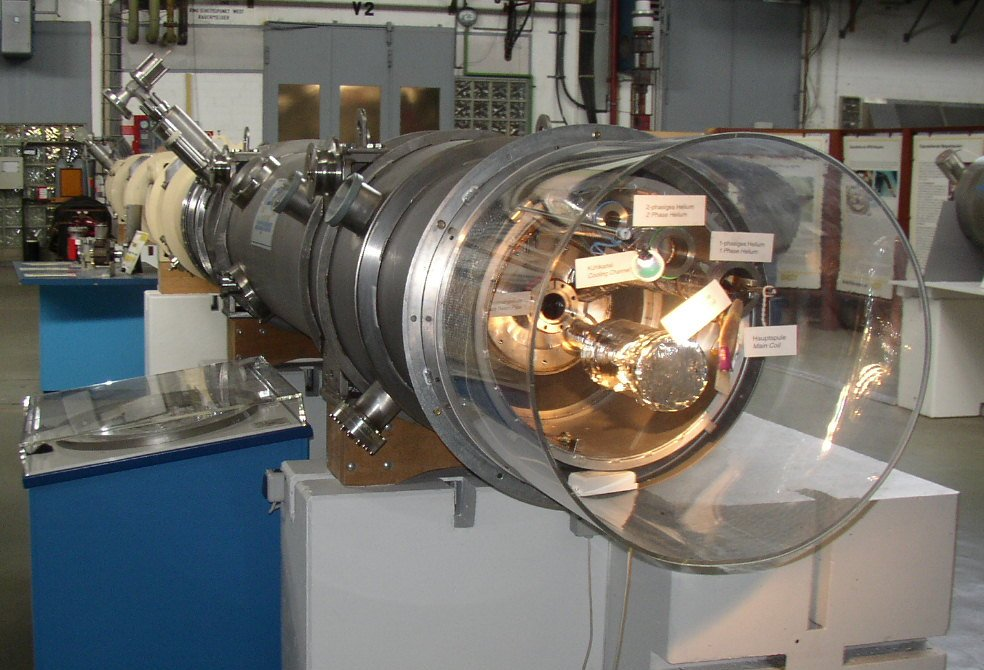
Segment of a particle accelerator at DESY

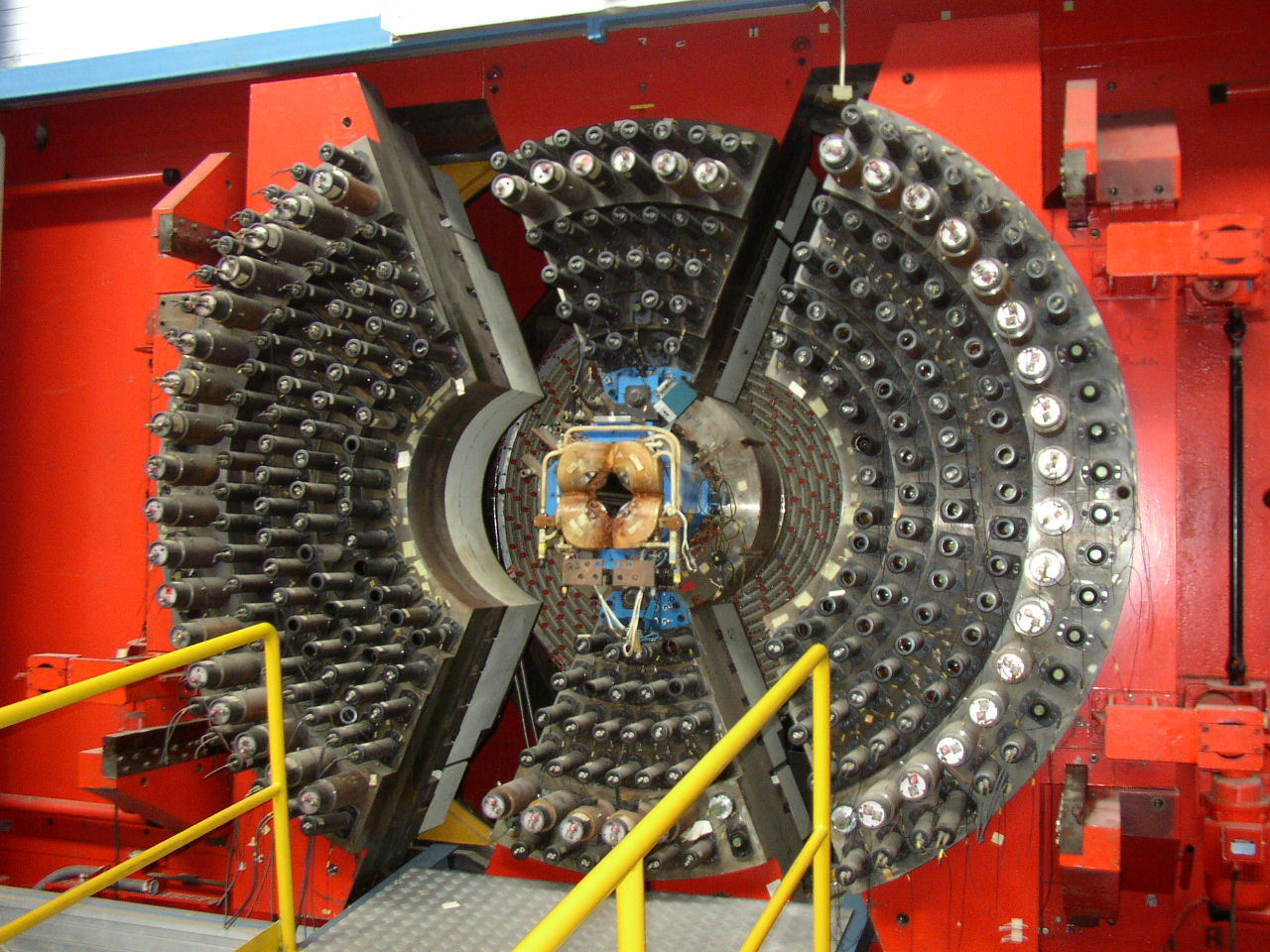
Segment of a particle accelerator at DESY

ドイツ電子シンクロトロン（ドイツでんしシンクロトロン、ドイツ語：Deutsches Elektronen-Synchrotron、略称：DESY）とは、1959年にハンブルクに創立された、高エネルギー加速器・高エネルギー物理学の研究所である。電子・陽電子円形加速器のDORISおよびPETRA、電子・陽子円形加速器のHERA（2007年閉鎖）を建設した。正式名は、ヘルムホルツ協会ドイツ電子シンクロトロン（Deutsches Elektronen-Synchrotron in der Helmholtz-Gemeinschaft）である。
現在は、ツォイテン（de:Zeuthen）に第2研究所があるため、二つの研究所を「DESY in Hamburg」、「DESY in Zeuthen」と区別している。
1964年に設立された後援者・スポンサー連合が、研究所の運営をサポートしている。